# フレッシュ・ワロンヌ
フレッシュ・ワロンヌ (La Flèche Wallonne) とは、自転車プロロードレースの一つ。ベルギーのワロン地域を走るワンデーレースで、1936年から行われている。"Flèche"とはフランス語で「矢」の意。

## 概要
距離は200km程度とクラシックレースの中では短めの距離だが、後半は急坂の丘を何度も越えるアルデンヌ・クラシックらしいコースレイアウトとなっており、特に「ミュール・ド・ユイ」（Mur de Huy, ユイの壁）と呼ばれる最大勾配20%を超えるゴール前の激坂が毎年のように勝負どころとなる。
過去の優勝者にはカデル・エヴァンスやアレハンドロ・バルベルデといったグランツールを制した実力者たちも名を連ねており、パンチャーだけでなく登りを得意とするオールラウンダーやクライマーたちがエースとなって、勝利目指してせめぎ合う。直後の5月に開催されるジロ・デ・イタリアの調整レースとして走る選手も多い。

## 主な峠
- 2017年の例[1]。

| 地点(km) | 名称                       | 長さ (m) | 勾配率 |
| -------- | -------------------------- | -------- | ------ |
| 142.5    | ミュール・ド・ユイ         | 1300     | 9,6 %  |
| 155      | コート・デレフ             | 2100     | 5 %    |
| 166      | コート・ド・シュラーヴ     | 1300     | 8,1 %  |
| 171.5    | ミュール・ド・ユイ (2回目) | 1300     | 9,6 %  |
| 184.5    | コート・デレフ             | 2100     | 5 %    |
| 195      | コート・ド・シュラーヴ     | 1300     | 8,1 %  |
| 200.5    | ミュール・ド・ユイ (3回目) | 1300     | 9,6 %  |

## 歴代優勝者
| 年   | 優勝者                         | 国             |
| ---- | ------------------------------ | -------------- |
| 2025 | タデイ・ポガチャル             | スロベニア     |
| 2024 | スティーヴン・ウィリアムズ     | イギリス       |
| 2023 | タデイ・ポガチャル             | スロベニア     |
| 2022 | ディラン・トゥーンス           | ベルギー       |
| 2021 | ジュリアン・アラフィリップ     | フランス       |
| 2020 | マルク・ヒルシ                 | スイス         |
| 2019 | ジュリアン・アラフィリップ     | フランス       |
| 2018 | ジュリアン・アラフィリップ     | フランス       |
| 2017 | アレハンドロ・バルベルデ       | スペイン       |
| 2016 | アレハンドロ・バルベルデ       | スペイン       |
| 2015 | アレハンドロ・バルベルデ       | スペイン       |
| 2014 | アレハンドロ・バルベルデ       | スペイン       |
| 2013 | ダニエル・モレノ               | スペイン       |
| 2012 | ホアキン・ロドリゲス           | スペイン       |
| 2011 | フィリップ・ジルベール         | ベルギー       |
| 2010 | カデル・エヴァンス             | オーストラリア |
| 2009 | ダヴィデ・レベッリン           | イタリア       |
| 2008 | キム・キルシェン               | ルクセンブルク |
| 2007 | ダヴィデ・レベッリン           | イタリア       |
| 2006 | アレハンドロ・バルベルデ       | スペイン       |
| 2005 | ダニーロ・ディルーカ           | イタリア       |
| 2004 | ダヴィデ・レベッリン           | イタリア       |
| 2003 | イゴル・アスタルロア           | スペイン       |
| 2002 | マリオ・アールツ               | ベルギー       |
| 2001 | リック・ヴェルブルッヘ         | ベルギー       |
| 2000 | フランチェスコ・カーザグランデ | イタリア       |
| 1999 | ミケーレ・バルトリ             | イタリア       |
| 1998 | ボー・ハンバーガー             | デンマーク     |
| 1997 | ローラン・ジャラベール         | フランス       |
| 1996 | ランス・アームストロング       | アメリカ合衆国 |
| 1995 | ローラン・ジャラベール         | フランス       |
| 1994 | モレノ・アルゼンティン         | イタリア       |
| 1993 | マウリツィオ・フォンドリエスト | イタリア       |
| 1992 | ジョルジオ・フルラン           | イタリア       |
| 1991 | モレノ・アルゼンティン         | イタリア       |
| 1990 | モレノ・アルゼンティン         | イタリア       |
| 1989 | クロード・クリケリオン         | ベルギー       |
| 1988 | ロルフ・ゲルツ                 | ドイツ         |
| 1987 | ジャンクロード・ルクレルク     | フランス       |
| 1986 | ローラン・フィニョン           | フランス       |
| 1985 | クロード・クリケリオン         | ベルギー       |
| 1984 | キム・アンダーセン             | デンマーク     |
| 1983 | ベルナール・イノー             | フランス       |
| 1982 | マリオ・ベッチア               | イタリア       |
| 1981 | ダニエル・ウィレムス           | ベルギー       |

| 年   | 優勝者                       | 国       |
| ---- | ---------------------------- | -------- |
| 1980 | ジュゼッペ・サローニ         | イタリア |
| 1979 | ベルナール・イノー           | フランス |
| 1978 | ミシェル・ローラン           | フランス |
| 1977 | フランチェスコ・モゼール     | イタリア |
| 1976 | ヨープ・ズートメルク         | オランダ |
| 1975 | アンドレ・ディリックス       | ベルギー |
| 1974 | フラン・フェルベーク         | ベルギー |
| 1973 | アンドレ・ディリックス       | ベルギー |
| 1972 | エディ・メルクス             | ベルギー |
| 1971 | ロジェ・デフラミンク         | ベルギー |
| 1970 | エディ・メルクス             | ベルギー |
| 1969 | ヨス・ヒュイスマンス         | ベルギー |
| 1968 | リック・ファン・ローイ       | ベルギー |
| 1967 | エディ・メルクス             | ベルギー |
| 1966 | ミケーレ・ダンチェッリ       | イタリア |
| 1965 | ロベルト・ポッジアーリ       | イタリア |
| 1964 | ジルベール・デメ             | ベルギー |
| 1963 | レイモン・プリドール         | フランス |
| 1962 | アンリ・デウォルフ           | ベルギー |
| 1961 | ウィリー・ファンニッツェン   | ベルギー |
| 1960 | ピノ・チェラミ               | ベルギー |
| 1959 | ジョゼフ・フヴェナールス     | ベルギー |
| 1958 | リック・バンステーンベルヘン | ベルギー |
| 1957 | レイモン・アンパニ           | ベルギー |
| 1956 | リハルト・ファン・ヘネフテン | ベルギー |
| 1955 | スタン・オッカー             | ベルギー |
| 1954 | ヘルマン・デライク           | ベルギー |
| 1953 | スタン・オッカー             | ベルギー |
| 1952 | フェルディナント・キュプラー | スイス   |
| 1951 | フェルディナント・キュプラー | スイス   |
| 1950 | ファウスト・コッピ           | イタリア |
| 1949 | リック・バンステーンベルヘン | ベルギー |
| 1948 | フェルモ・カメッリーニ       | イタリア |
| 1947 | エルネスト・ステルクス       | ベルギー |
| 1946 | デジーレ・ケテレール         | ベルギー |
| 1945 | マルセル・キント             | ベルギー |
| 1944 | マルセル・キント             | ベルギー |
| 1943 | マルセル・キント             | ベルギー |
| 1942 | カレル・タイス               | ベルギー |
| 1941 | シルヴァン・フリソル         | ベルギー |
| 1939 | エドモント・デラタウエル     | ベルギー |
| 1938 | エミール・マソンJr.          | ベルギー |
| 1937 | アドルフ・ブラーケヴェルト   | ベルギー |
| 1936 | フィレモン・デメールスマン   | ベルギー |